# Blue River (Dease River)
Der Blue River (englisch für „Blauer Fluss“) ist ein 145 km langer linker Nebenfluss des Dease River in der Stikine Region im Norden der kanadischen Provinz British Columbia.

## Flusslauf
Der Blue River entspringt in den Stikine Ranges. Er fließt in überwiegend nordnordöstlicher Richtung durch das Bergland. Der British Columbia Highway 37 (Stewart-Cassiar Highway) überquert den Fluss unweit dessen nördlichsten Punkt. Im Unterlauf wendet er sich nach Südosten und mündet schließlich in den Dease River. Am Pegel in Mündungsnähe beträgt der mittlere Abfluss 18 m³/s. Das Einzugsgebiet umfasst mehr als 1700 km².